# Hypnosepillen
 Hypnosepillen  is een verhaal uit de Belgische stripreeks Piet Pienter en Bert Bibber van Pom.
Het verhaal verscheen voor het eerst in Gazet Van Antwerpen van 22 juni 1968 tot 21 oktober 1968 en als nummer 26 in de reeks bij De Vlijt.

## Personages
- Piet Pienter
- Bert Bibber
- Susan
- Professor Kumulus
- Jakobus Slurf
- Kommissaris Knobbel

## Albumversies
Hypnosepillen verscheen in 1968 als album 26 bij uitgeverij De Vlijt. In 1997 gaf uitgeverij De Standaard het album opnieuw uit.